# Alloclubionoides quadrativulvus
Alloclubionoides quadrativulvus là một loài nhện trong họ Amaurobiidae.
Loài này thuộc chi Alloclubionoides. Alloclubionoides quadrativulvus được Kap Yong Paik miêu tả năm 1974.